# Parc national de Pedra Azul
Le parc national de Pedra Azul (en portugais : Parque Estadual de Pedra Azul) est un parc d’État situé dans l’état d'Espírito Santo, au Brésil. La loi 4 503 du 2 janvier 1991 a transformé la réserve en parc national Pedra Azul, d'une aire de 1 240 hectares. Le biome prédominant de cette unité de conservation brésilienne est la forêt tropicale dense antimontagnarde. Ses coordonnées géographiques sont S 20º 24'07" W 41º 01'23".

## Localisation
Le parc d’État de Pedra Azul a été créé en 1991 pour protéger le patrimoine naturel de la région, et en particulier la Pedra Azul (pierre bleue), une formation rocheuse de granite atteignant une hauteur de 1 822 m (5 978 pieds). Le parc s’étend sur 1 240 ha (3 100 acres). Les températures varient d’environ 7,3 à 27,8 °C (45,1 à 82,0 °F). L’altitude varie de 1 250 m (4 100 pieds) au centre d’accueil à 1 909 m (6 263 pieds) au sommet de Pedra das Flores, le point culminant. Le parc couvre une partie des municipalités de Domingos Martins et de Vargem Alta. Il est devenu une partie du corridor écologique de la forêt atlantique centrale, créé en 2002.

## Galerie

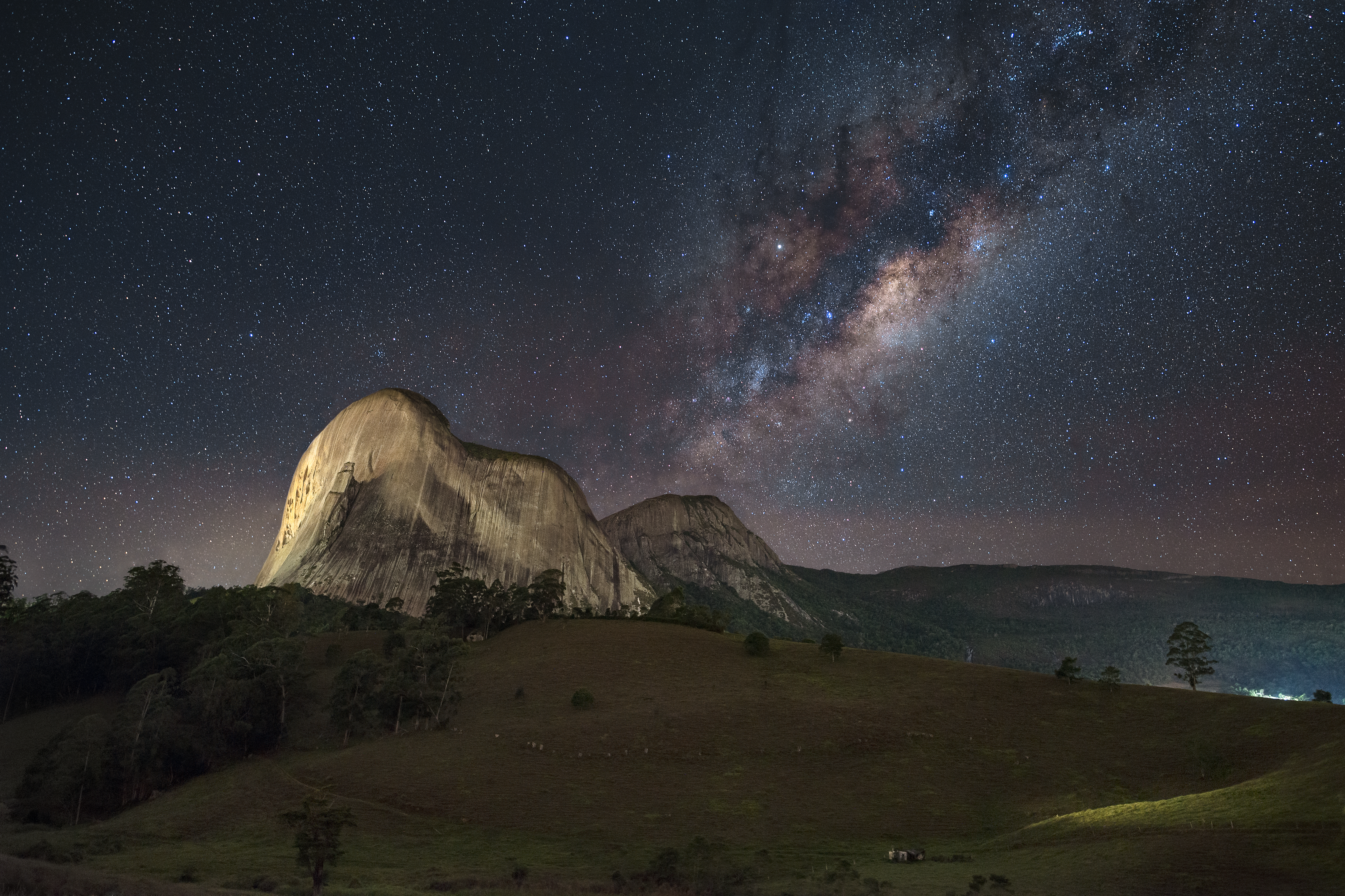
Pedra Azul sous la Voie Lactée
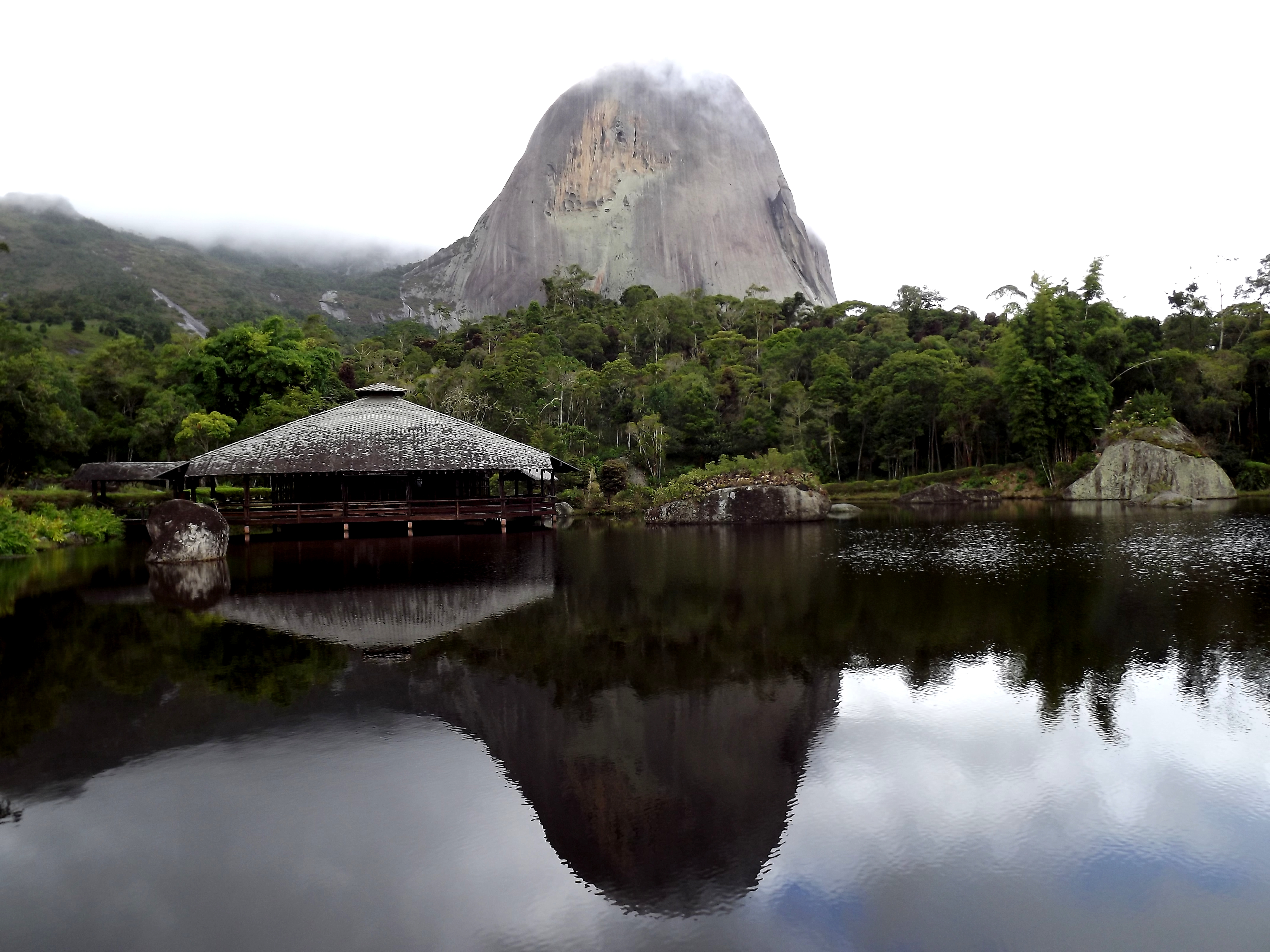
Pedra Azul vu du "Dark Lake"
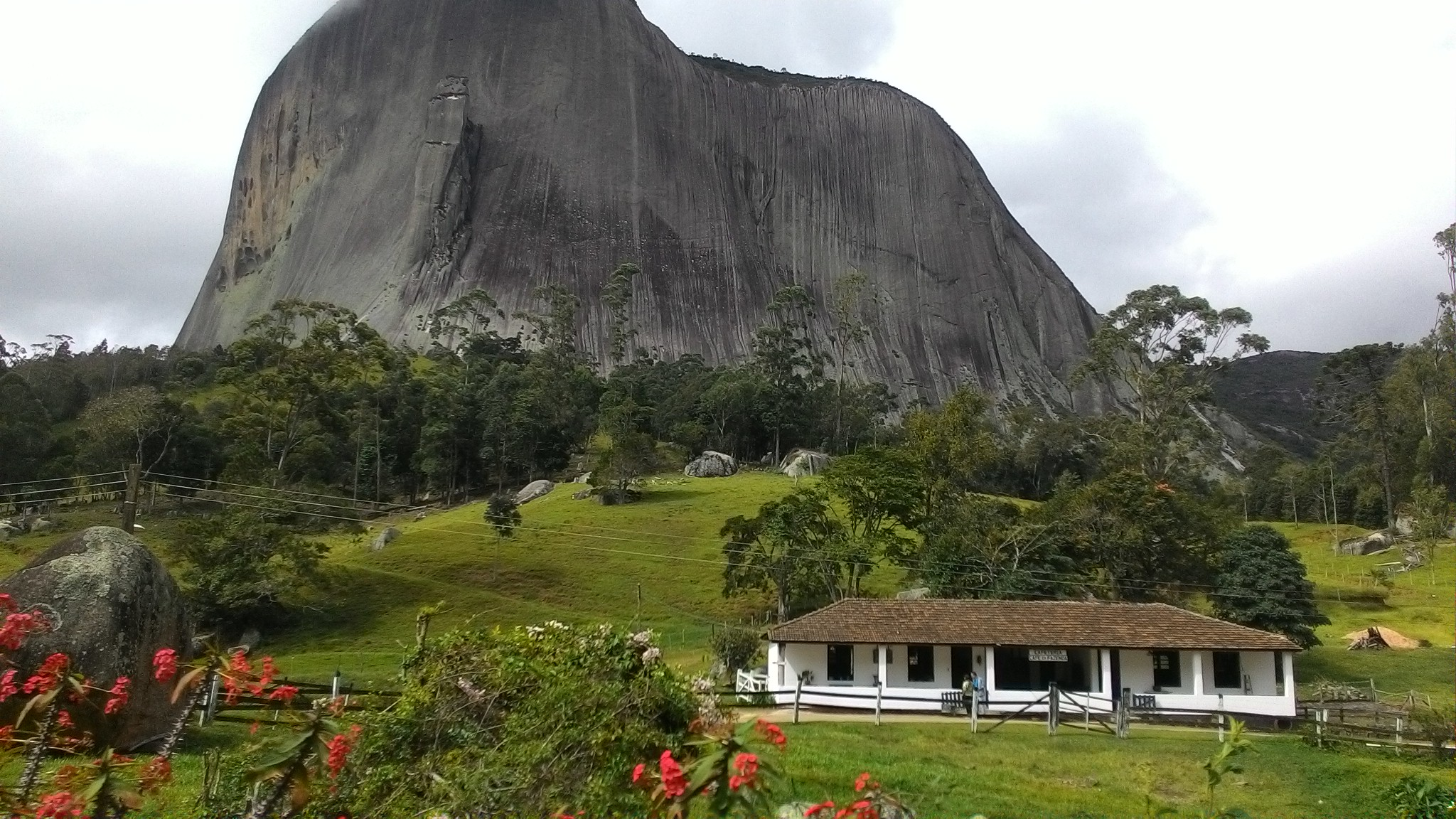
mai 2016
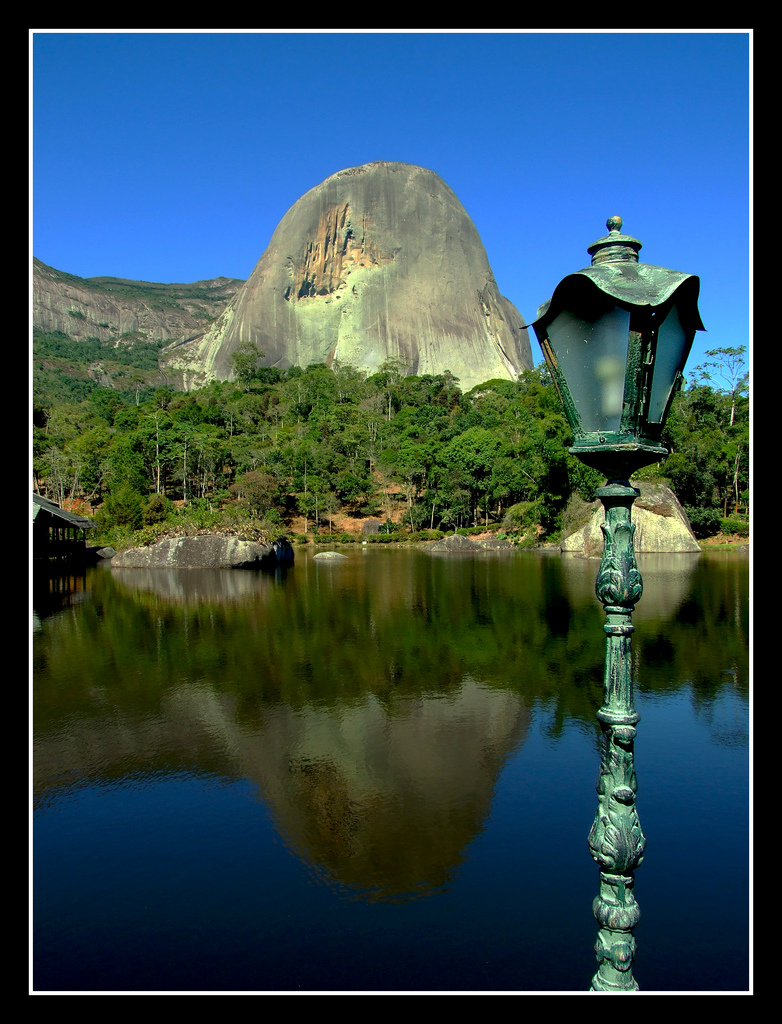
Lampadaire ancien avec le Pedra Azul en arrière-plan